# Michael Ball
Michael Ashley Ball OBE (Bromsgrove, Worcestershire, 27 de juny de 1962) és un actor, cantant i presentador de ràdio i televisió anglès, principalment conegut per la cançó "Love Changes Everything" i pels seus papers al teatre musical com Marius Pontmercy a Les Misérables (que creà a la producció original de Londres), Alex a Aspects of Love, Caractacus Potts a Chitty Chitty Bang Bang i Edna Turnblad a Hairspray, amb el qual guanyà el Premi Laurence Olivier al Millor Actor de Musical el 2008., i Sweeney Todd, que li comportà un nou Olivier el 2013.
Ball va ser nomentat Oficial de l'orde de l'Imperi Britànic pels Honors del Dia d'Aniversari 2015 pels seus serveis al teatre musical.

## Biografia
Ball és fill de pare anglès i de mare gal·lesa. Mai no havia rebut classes de cant, però sent un nen aprengué a cantar cantant sobre la música, per exemple, cançons d'Ella Fitzgerald, Mahalia Jackson o Frank Sinatra. Quan tenia 11 anys va anar al Plymouth College, car els seus pares volien que tingués una bona educació, però no encaixava en l'ambient acadèmic i esportiu de l'escola en aquells moments.
Ball es mostrà interessat en el teatre, i el seu pare el portà a veure'n durant les vacances escolars, incloent-hi una producció de King Lear de la Royal Shakespeare Company al Royal Shakespeare Theatre de Stratford-upon-Avon, que l'impressionà tot i tenir només 14 anys. S'uní a un grup de teatre jovenil, que el portaria a estudiar teatre al Guildford School of Acting. Va graduar-se el 1984.
Després de la seva graduació, la carrera de Ball com a cant ràpidament s'enlairà. La seva àvia materna, que tenia oïda musical, estava orgullosa dels primers èxits de Ball com a cantant; però va morir de cop i volta, d'un atac de cor una setmana abans del seu debut a The Pirates of Penzance.

### Teatre
El 1984, després de deixar l'escola de teatre, la primera participació de Ball va ser a Godspell a l'Aberystwyth Arts Centre i després a Basingstoke, però el seu primer paper principal va ser a la producció de la Manchester Opera House de The Pirates of Penzance. El seu següent paper important va arribar quan Cameron Mackintosh el va triar per fer de "Marius" a la producció original de Londres de Les Misérables, però va agafar febre glandular i va estar malalt 6 ó 7 setmanes per recuperar-se de l'amigdalitis i de la fatiga postviral associades. Quan tornà al treball encara patia fatiga i començà a patir atacs de pànic (ansietat, palpitacions, suor i problemes de visió) a escena. També li començà a succeir en altres moments, com quan anava a treballar. Durant la major part dels 9 mesos següents va viure sol al seu pis patint depressió, no buscà teràpia i abandonà Les Misérables.
Thames Television convidà a Ball a cantar durant la competició de Miss Anglaterra, on cantà tot i patir encara d'ansietat. Quan posteriorment va veure l'enregistrament, s'adonà que ningú s'havia adonat com n'estava de nerviós, i començà a amoïnar-se menys pel seu problema d'ansietat. En aquells moments, Cameron Mackintosh li oferí interpretar a Raoul al segon repartiment de The Phantom of the Opera a Londres, car Michael Crawford (el Fantasma) i Steve Barton (Raoul) abandonaven la producció de Londres per interpretar-lo a Broadway. Mackintosh pensà que Ball no se sentiria tan pressionat interpretant a Raoul, a més que el personatge li esqueia.
Ball també interpretà a "Alex" a Aspects of Love tant a Londres com a Nova York, i "Giorgio" a la producció de Passion, de Stephen Sondheim. Alone Together va ser el seu primer show en solitari, que realitzà al Donmar Warehouse (que repetiria el 2004 per la temporada Singular Sensations al Haymarket)
El 1998 actuà a 3 grans concerts: "El Concert del 50è Aniversari d'Andrew Lloyd Webber al Royal Albert Hall (publicat en DVD), Sondheim Tonight al Barbican Centre (publicat en CD) i Hey, Mr. Producer: The Musical World of Cameron Mackintosh (publicat en CD i DVD).
El 2002 va crear el personatge de "Caractacus Potts" al musical dels Sherman Brothers Chitty Chitty Bang Bang, considerat àmpliament el seu paper de tornada.
El 2004 co-protagonitzà amb Petula Clark la producció de la Cork Opera House (Irlanda) de Sunset Boulevard, posteriorment emesa per la BBC. Aquell mateix any Ball també participà com a estrella convidada al concert de Petula Clark, també emès per la BBC. Cantà tres cançons del seu darrer àlbum, Since You've Been Gone; "Home" i "One Voice", així com dos duets amb Clark.
Entre altres actuacions s'inclouen cantar al concert de St David's Day a la BBC, el paper de Marius a Les Misérables: The Dream Cast in Concert, el concert de vintè aniversari de Les Misérables el 1995. Baríton líric, Ball també cantà el personatge de Valjean a una actuació en concert especial de Les Misérables per la Reina i els seus convidats al Castell de Windsor el 2004.
El 2005, amb només 10 dies de preparació, substituí a Michael Crawford com el Comte Fosco a, després que els problemes de salut de Crawford l'obliguessin a abandonar el paper. Al novembre de 2005, Ball tornà a Broadway com el Compte Fosco de "The Woman i White"; però va veure's obligat a abandonar el show a causa d'una infecció viral suposadament causada pel vestit de gras que requeria pel paper, el qual feia que la temperatura corporal li augmentés en diversos graus duran la funció (aquell vestit també va ser la causa que Michael Crawford hagués d'abandonar el show abans d'hora). The Woman in White va acabar aviat la seva estada a Broadway, en part a causa dels problemes de salut de Ball i de Maria Friedman.
Al setembre de 2005, Ball debutà a la, com a Reginald Bunthorne a l'opereta Patience, de Gilbert i Sullivan. Passà el primer trimestre del 2006 en un descans vocal absolut, després de la malaltia que l'obligà a abandonar The Woman in White a Broadway. A mitjanjs de juliol participà en la funció de celebració de The Rocky Horror Show al Royals Court's. Al juny i juliol del 2007 protagonitzà Kismet a la English National Opera, apareixent el 22 de juny al programa Richard & Judy del Channel 4, per promocionar-lo. Posteriorment va aparèixer com a artista en solitari en una controvertida 'Musical Theatre' Prom el 27 d'agost de 2007 per a la BBC al Royal Albert Hall. Ball realitzà una àmplia varietat de números de teatre musical, incloent-hi diversos d'Andrew Lloyd Webber. El show va ser emès per la BBC Four i la BBC Radio 3.
Entre octubre del 2007 i juliol del 2009, Ball va tornar al West End protagonitzant el musical Hairspray al Shaftesbury Theatre amb el personatge de Edna Turnblad, pel qual va rebre al març del 2008 el Premi Laurence Olivier al Millor Actor de Musical, a més del Premi dels Espectadors de Whatsonstage.com a Millor Actor
El 24 de setembre de 2011 Ball protagonitzà una nova producció de Sweeney Todd: The Demon Barber of Fleet Street, juntament amb Imelda Staunton com a Mrs. Lovett. S'estrenà al Chichester Festival Theatre, representant-se durant 6 setmanes; i al març del 2012 passà al Adelphi Theatre del West End.

### Enregistraments
Ball és un artista de concert: sovint fa gires pel Regne Unit, a més d'haver fet concerts a Austràlia i als Estats Units. A més ha tingut èxit a les llistes d'èxits amb els seus enregistraments. Des que va arribar al número 2 a les llistes britàniques de senzills amb "Love Changes Everything" d'Aspects of Love, Ball no ha tornat a arribar a aquell punt, però tots els discs que ha publicat han estat disc d'or i, en el cas de l'àlbum The Movies el 1998, va ser disc de platí en 7 setmanes (assolit el 26 d'octubre i confirmat el 12 de desembre).
Ball representà al Regne Unit al Concurs d'Eurovisió el 1992, celebrat a Malmö (Suècia), amb la cançó "One Step Out of Time", acabant en segon lloc. El single arribà al número 20 a les llistes britàniques, mentre que un àlbum eponymous publicat el mateix any assolí el número 1.
El juliol del 2006, Ball va ser artista convidat a l'àlbum Unexpected Songs de Julian Lloyd Webber; i al novembre d'aquell any publicà un DVD amb les millors cançons del seu "Live in Concert", separades en 5 seccions: Musicals, Cançons d'Amor, Favorites Personals, Temps de Festa i Acústic. El DVD també inclou una sessió acústica que Ball enregistrà especialment. A finals del 2006 Ball participà en diverses activitats promocionals amb motiu de la publicació del seu àlbum "One Voice".
El juliol del 2007 publicà un nou recopilatori titulat Michael Ball: The Silver Collection, juntament amb la versió en DVD de la seva pel·lícula England My England.

### Ràdio i televisió
Com a actor, Ball aparegué breument com a "Malcolm Nuttall" in Coronation Street in 1985.
Ball posteriorment presentaria tant ràdio com televisió. El 1993-1994 faria la seva pròpia sèrie de televisió i, el 1995 faria un Especial de Nadal i una sèrie de 3 capítols el 1998 filmada per la BBC Gal·les titulada Ball in the Hall.

### Carrera més recent
Ball s'embarcà en una llarga gira pel Regne Unit entre març i abril del 2007, fent 23 concerts en una gira que el portaria per Anglaterra, Gal·les, Escòcia i Irlanda. Després d'aquesta gira va debutar a la English National Opera a la nova producció de Kismet, en el paper de " Hajj/Poet ".
L'agost de 2007 debutà als BBC Proms amb An Evening with Michael Ball al Royal Albert Hall, sent la primera vegada que una estrella del teatre musical feia un concert en solitari al festival de música clàssica. Ball aparegué al Royal Variety Performance al Empire Theatre de Liverpool el 3 de desembre de 2007 cantant "You Can't Stop the Beat" amb la resta del repartiment de Hairspray, el musical que llavors estava interpretant. Continuà interpretant el paper d'Edna Turnblad al musical al Shaftesbury Theatre fins al 29 d'abril del 2009. el 2 de març del 2008 aparegué com a convidat al show Desert Island Discs de BBC Radio 4, on parlà de la seva carrera i del seu pànic a l'escena a inicis de la seva carrera, així com una mica sobre la seva vida personal. Realitzà una sèrie de concerts d'estiu, incloent-hi el Hampton Court Music Festival el 14 de juny del 2008. Des del 6 d'abril del 2008 va prendre el relleu de Michael Parkinsons en el suplement dominical de BBC Radio 2 cada diumenge d'11 h a 13 h. Ball guanyà el Premi del Públic de Whatsonstage.com a Millor Actor en un Musical el 2008. També guanyà el Premi Laurence Olivier al Millor Actor de Musical, el seu primer Premi Olivier.
El disc en solitari Past and Present va ser publicat el 9 de març de 2009, i consisteix en material prèviament enregistrat celebrant els seus 25 anys a la indústria musical, així com 6 pistes noves, incloent-hi "You Can't Stop the Beat" de Hairspray. Durant la tardor de 2009 realitzà una gira pel Regne Unit amb una orquestra i cinc estrelles del West End (Louise Clare Marshall, Louise Dearman, Emma Williams, Adrian Hansel i Ben James-Ellis) en celebració del 25è aniversari. El seu concert al Royal Albert Hall del 19 de setembre del 2009 va ser publicat en DVD. Ball realitzà un concert de Nadal el 12 de desembre de 2009 en benefici del The Shooting Star Children's Hospice; tots els beneficis del qual van ser destinats a caritat.The Shooting Star Children's Hospice i CHASE Hospice Care for Children s'uniren el 2001 i Ball és un dels patrons.
El 3 d'octubre de 2010 va tenir lloc a The O2 Arena el Concert del 25è aniversari de Les Misérables. Presentà a Alfie Boe com Jean Valjean, Norm Lewis com Javert, Lea Salonga com Fantine, Ramin Karimloo com Enjolras, Hadley Fraser com Grantaire, Katie Hall com Cosette, Matt Lucas com Thénardier, Jenny Galloway com Madame Thénardier, Samantha Barks com Éponine i Nick Jonas com Marius, el paper que Ball interpretà a la producció original. A més van participar membres de les produccions original de Londres, la que en aquells moments estava actuant a Londres, així com de gires internacionals, formant un conjunt de més de 300 cantants i músics. Ball i Colm Wilkinson actuaren als bisos, amb 4 Jean Valjeans cantant "Bring Him Home": Wilkinson de la producció original de Londres, John Owen-Jones de la Gira del 25è aniversari, Simon Bowman de la producció vigent a Londres i Alfie Boe, que cantà el personatge al concert. El repartiment original de Londres encapçalà la interpretació conjunta de "One Day More". El concert va ser transmès a diversos cinemes arreu del món, i el 29 de novembre de 2010 es publicà el DVD al Regne Unit.
Ball estrenà una nova producció de Sweeney Todd: The Demon Barber of Fleet Street al Chichester Festival Theatre per sis setmanes, començant el 24 de setembre del 2011, juntament amb Imelda Staunton com a Mrs. Lovett. Al març del 2012 la producció es traslladà al West End.
El 3 de març del 2011 Ball presentà conjuntament amb Imelda Staunton la gala dels Premis Olivier al Theatre Royal, Drury Lane de Londres. El seu darrer àlbum, Heroes, va ser publicat el 14 de març del 2011. Arribà al número 10 de les llistes britàniques.

## Crèdits teatrals
| Theatre | Theatre                                        | Theatre                           | Theatre |
| Any     | Títol                                          | Paper                             | Notes |
| ------- | ---------------------------------------------- | --------------------------------- | --- |
| 1984    | Godspell                                       | John the Baptist / Judas Iscariot | Aberystwyth Arts Centre, Gal·les 14 de juliol de 1984 – 25 d'agost de 1984 |
| 1985    | The Pirates of Penzance                        | Frederick, el Pirata Aprenent     | Manchester Opera House Temporada d'Estiu'1985 |
| 1985    | Les Misérables                                 | Marius Pontmercy                  | Barbican Arts Centre, Londres 8 d'octubre 1985 - Desembre de 1985 |
| 1985    | Les Misérables                                 | Marius Pontmercy                  | Palace Theatre, Londres 4 de desembre de 1985 - Octubre de 1986 |
| 1987    | The Phantom of the Opera                       | Raoul, Vicomte de Chagny          | Her Majesty's Theatre, Londres 12 d'octubre de 1987 – 10 d'octubre 1988 |
| 1989    | Aspects of Love                                | Alex Dillingham                   | Prince of Wales Theatre, Londres 17 d'abril de 1989 - Gener de 1990 |
| 1990    | Aspects of Love                                | Alex Dillingham                   | Broadhurst Theatre, Broadway 8 d'abril de 1990 – 29 de setembre de 1990 |
| 1996    | Passion - Mini Gira pel Regne Unit             | Georgio Barchetti                 | Theatre Royal, Plymouth 17 de febrer de 1996 – 24 de febrer de 1996 Palace Theatre, Manchester 27 de febrer de 1996 – 2 de març de 1996 Theatre Royal, Nottingham 4 de març de 1996 – 9 de març de 1996 |
| 1996    | Passion                                        | Georgio Barchetti                 | Queen's Theatre, Londres 13 de març de 1996 – 28 de setembre de 1996 |
| 2001    | Alone Together - One man show                  | The Performer                     | Donmar Warehouse, Londres 17 de setembre de 2001 – 29 de setembre de 2001 |
| 2002    | Chitty Chitty Bang Bang                        | Caractacus Potts                  | Londres Palladium, Londres 19 de març de 2002 – 19 de juliol de 2003 |
| 2004    | Alone Together - One man show                  | The Performer                     | Theatre Royal Haymarket, Londres 27 de setembre de 2004 – 9 d'octubre de 2004 |
| 2005    | The Woman in White                             | Count Fosco                       | Palace Theatre, Londres 10 de febrer de 2005 – 30 d'abril de 2005 |
| 2005    | Patience                                       | Reginald Bunthorne                | New York City Opera, Nova York 10 de setembre de 2005 – 5 d'octubre de 2005 |
| 2005    | The Woman in White                             | Count Fosco                       | Marquis Theatre, Broadway 28 d'octubre de 2005 – 19 de febrer de 2006 |
| 2007    | Kismet                                         | Haji / The Poet                   | Londres Coliseum ENO, Londres 25 de juny de 2007 – 14 de juliol de 2007 |
| 2007    | Hairspray                                      | Edna Turnblad                     | Shaftesbury Theatre, Londres 11 d'octubre de 2007 – 25 de juliol de 2009 |
| 2010    | Hairspray - Gira pel Regne Unit                | Edna Turnblad                     | Wales Millennium Centre, Cardiff 30 de març de 2010 – 24 d'abril de 2010 Clyde Auditorium, Glasgow 28 d'abril de 2010 – 8 de maig de 2010 Mayflower Theatre, Southampton 11 de maig de 2010 – 29 de maig de 2010 Manchester Opera House 13 de juliol de 2010 – 31 de juliol de 2010 Grand Canal Theatre, Dublín 16 de novembre de 2010 – 27 de novembre de 2010 Edinburgh Playhouse 14 de desembre de 2010 – 9 de gener de 2011 New Wimbledon Theatre, Londres 15 de març de 2011 – 26 de març de 2011 Bristol Hippodrome 12 d'abril de 2011 – 30 d'abril de 2011 |
| 2011    | Sweeney Todd: The Demon Barber of Fleet Street | Sweeney Todd                      | Chichester Festival Theatre, West Sussex 24 de setembre de 2011 – 5 de novembre de 2011 |
| 2012    | Sweeney Todd: The Demon Barber of Fleet Street | Sweeney Todd                      | Adelphi Theatre, Londres 10 de març de 2012 – 22 de setembre de 2012 |

## Discografia

### Repartiments de musicals
- Les Misérables – Repartiment original de Londres (1985) com Marius Pontmercy
- Les Misérables – Enregistranent simfònic complet (1988) com Marius Pontmercy
- Rage of the Heart – Àlbum conceptual (1989) com Peter Abelard
- Aspects of Love - Repartiment original de Londres (1989) com Alex Dillingham
- West Side Story – repartiment d'estudi (1993) com a Tony
- Les Misérables - 10th Anniversary - The Dreamcast in Concert (1995) com Marius Pontmercy
- Passion - Repartiment original de Londres en concert (1997) com Georgio
- Sondheim Tonight (1998) - Repartiment en concert
- Hey, Mr. Producer: The Musical World of Cameron Mackintosh (1998) - Concert Cast, Raoul a The Phantom of the Opera, Marius a Les Misérables
- Chitty Chitty Bang Bang - Repartiment original de Londres (2002) com Caractacus Potts
- Sweeney Todd: The Demon Barber of Fleet Street – Repartiment del Revival de Londres (2012) com Sweeney Todd

### Àlbums en solitari
- Michael Ball (1992)
- Always (1993)
- One Careful Owner (1994)
- First Love (1995)
- The Musicals (1996)
- The Movies (1998)
- The Very Best of Michael Ball - In Concert at the Royal Albert Hall (1999)
- Christmas (1999 & 2000)
- This Time... It's Personal (2000)
- Centre Stage (2001)
- A Love Story (2003)
- Love Changes Everything - The Essential Michael Ball (2004)
- Music (2005)
- One Voice (2006)
- Back to Bacharach (2007)
- Past and Present: The Very Best of Michael Ball (2009)
- Heroes (2011)

### Recopilatoris
- The Best of Michael Ball (1994)
- Stages (1996)
- The Collection (1997)
- Songs of Love (1998 & 2009)
- Secrets of Love (2000)
- Michael Ball - The Collection (from M&S) (2000)
- Stage and Screen (2001)
- A Song For You (2003)
- I Dreamed A Dream (2003)
- Seasons of Love (2006)
- Stage and Screen (from Readers Digest) (2006)
- The Silver Collection (2007)
- Encore (2010)
- Songbook (from Readers Digest) (2011)
- Love Changes Everything: The Collection (2012)

### DVDs
- Les Misérables - 10th Anniversary - The Dreamcast In Concert (1995) - Marius Pontmercy
- Michael Ball - the Musicals & More (1996)
- Andrew Lloyd Webber: The Royal Albert Hall Celebration (1998) - Concert Cast
- Hey, Mr. Producer: The Musical World of Cameron Mackintosh (1998) - Concert, Raoul a Phantom of the Opera, Marius a Les Misérables
- Michael Ball - Live At The Royal Albert Hall (1999)
- Michael Ball - This Time... It's Personal - Live (2000)
- Alone Together: Michael Ball - Live At The Donmar (2001)
- Michael Ball - Live In London (2004)
- The Best of Michael Ball - Live (2006)
- Michael Ball - One Voice, One Special Night - Live (2007)
- Rocky Horror Tribute Show (2008) Frank-N-Furter (Enregistrat el 2006 - Ball compartí el paper amb Anthony Head)
- Michael Ball - Past and Present - 25th Anniversary Tour (2009)
- Michael Ball - A Life on Stage (2010)
- Les Misérables 25th Anniversary concert (2010)
- Michael Ball - Heroes Live (2011)